# 第一次英缅战争
第一次英緬戰爭（英語：First Anglo-Burmese War；1824年3月5日－1826年2月24日）是19世纪英国与缅甸贡榜王朝之间三次英緬戰爭中的第一战。此战主要以争夺印度东北部的控制权开始，由緬甸主动开战，以英国的决定性胜利告终。英国全面控制了阿萨姆邦、曼尼普尔邦、察查县、贾因提亚、若开邦和丹那沙林；缅甸被迫支付100万英镑的赔偿，并签订通商条约。
此战是英属印度历史上最长、最昂贵的战争。共计有一万五千名来自欧洲和印度的士兵死亡，而缅甸军队和平民的伤亡人数不详；共消耗了軍費500万至1300万英镑（以2005年幣值计算，约合3.79亿至9.85亿英镑），高额的费用导致1833年英属印度发生了严重的经济危机。（此次軍費比12年後第一次鴉片戰爭的400萬英鎊還高）
于缅甸而言，这是其丧失独立性的开始。出于恐惧，缅甸第三帝国短期内不再对英属印度的东部边境造成威胁。缅甸将被压榨数年以偿还100万英镑的赔款（即500万美元）──即使在当时的欧洲，这也是相当大的数目。此后，英国对积弱的缅甸陆续发动了两次战争，于1885年吞并了缅甸全国。

## 起因

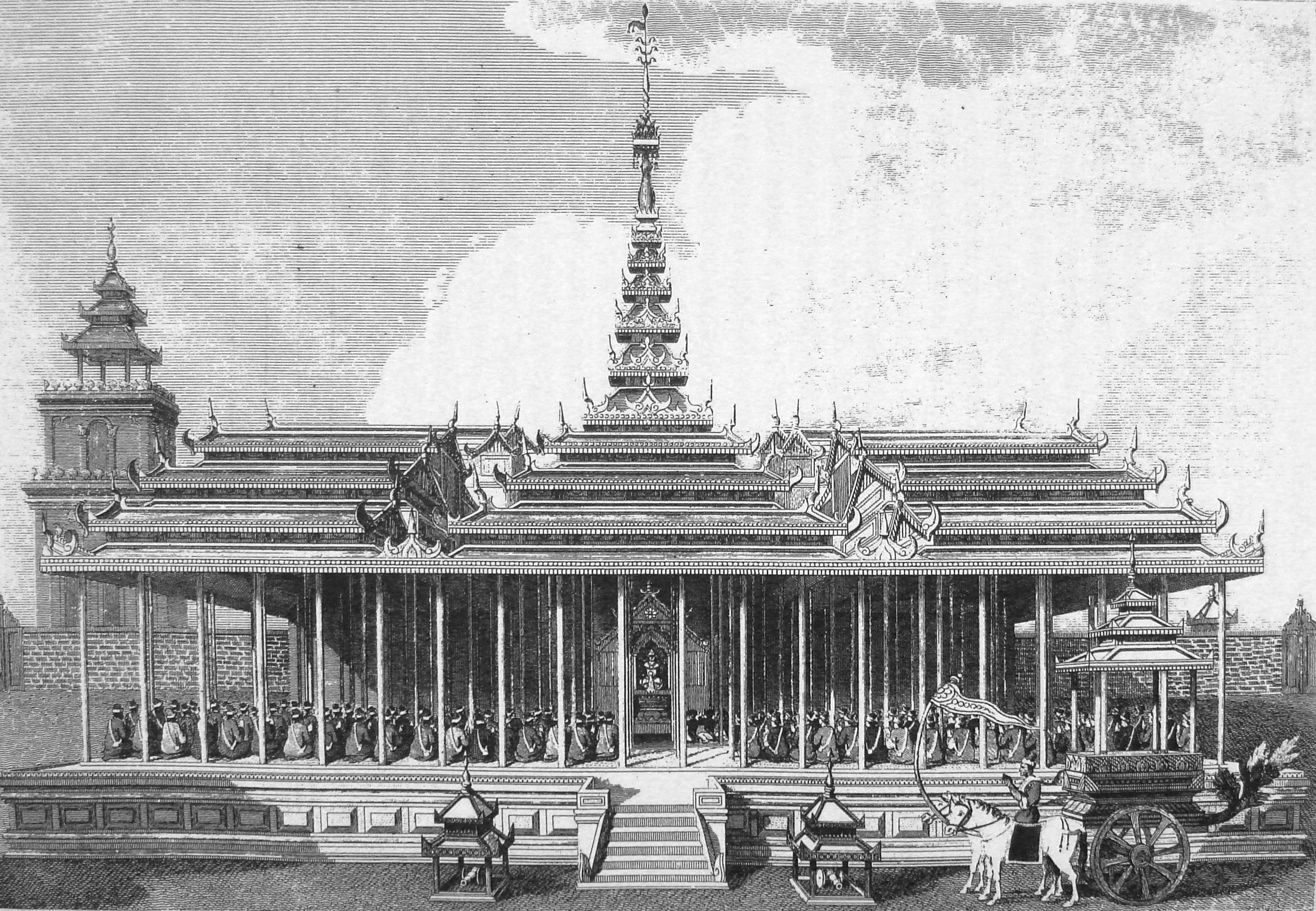
1795年，英国大使迈克尔·赛姆斯在国王波道帕耶位于阿玛拉普拉的皇宫访问。

至1822年，缅甸对曼尼普尔邦和阿萨姆邦的征服使得英属印度和缅甸王国之间有着漫长的边境线。然而，在加尔各答的基础上，英国在该地区有自己的规划，因而积极支持曼尼普尔邦、阿萨姆邦和若开邦對緬甸王國的叛乱，同时，加尔各答单方面宣布察查县、贾因提亚受英国保护并派驻部队。英军对新占领地的越境袭击令缅甸很恼火，在确认战争不可避免之后，缅军总司令班都拉、王后梅努和她的兄弟沙林领主等人主张对英开战。班都拉认为，决定性的胜利可以使缅甸王国巩固其在新的西方领土（若开邦、曼尼普尔邦、阿萨姆邦、察查县和贾因提亚）的收益的同时，接管东孟加拉。
1824年1月，班都拉派乌扎纳（Thado Thiri Maha Uzana）前往察查县和贾因提亚以驱逐叛军。英国也派出自己的部队前往察查县以阻拦缅军，这导致两者之间的第一次冲突。在若开邦的边界冲突之后，于1824年3月5日，战争爆发。
英国迎战的原因除了扩大英国在孟加拉的势力范围以外，主要源于英国制造业对新市场的需求。另外，英国也急于阻止法国对缅甸港口的使用，而法国对缅甸王国的影响力依然存在亦令英国颇感忧虑。赛姆斯的任务是为英国将来的计划尽可能收集情报，而之前的使节关注的则是贸易特权。英法的对抗在雍笈牙努力统一王国的过程中发挥了一定作用。在这些战争中，缅甸变成了多个小国，在第一次英缅战争开始前不受英国统治，也不是英国扩张的目标，并且最初英国并未忙于如因法国的威胁等所造成的难民问题，直到进一步的事件迫使他们着手。

## 战争经过

### 西部战区
缅军总司令班都拉集结了包括其嫡系部队在内的12支精锐部队，共计10,000人和500匹马。他的参谋中有战功最为显赫的军人，如Salay的领主文多和达尼奥瓦底的统治者东吁。班都拉的计划是在两条战线上攻击英国：即在若开邦从东南方进攻吉大港，以及在察查县和贾因提亚从北方进攻锡尔赫特。班都拉亲自指挥若开邦战区，而乌扎纳负责指挥察查县和贾因提亚战区。
战争前期，久经沙场的缅甸部队已在曼尼普尔邦和阿萨姆邦的丛林中战斗了近十年，更熟悉这个“对欧洲军队而言是难以逾越的障碍”，因而缅甸能够击退英国的军队。1824年1月，乌扎纳在察查县和贾因提亚击败英军。同年5月，由渺瓦底领主乌萨率领的缅军（约4,000人）在前往孟加拉的路上遭遇英军，并于5月17日在科克斯巴扎尔以东10英里的拉穆将其击败。乌萨与班都拉会师后击败了驻扎在乔多帕琳的英军，之后攻占了科克斯巴扎尔。缅军的胜利在吉大港和加尔各答引发了极度的恐慌。东孟加拉的欧洲移民组织了民兵部队，大部分东印度公司船只的船员登陆以协助加尔各答防御。
但班都拉不想分散兵力，他命令乌萨的部队停止向吉大港进军。然而班都拉并不知道吉大港此时防卫空虚，他错失了一直攻到加尔各答城下的良机。（缅甸因为装备的差距无法赢得战争，而一旦他们可以对加尔各答造成威胁，他们在之后的和平谈判中便可以取得更有利的条件。）

### 缅甸境内

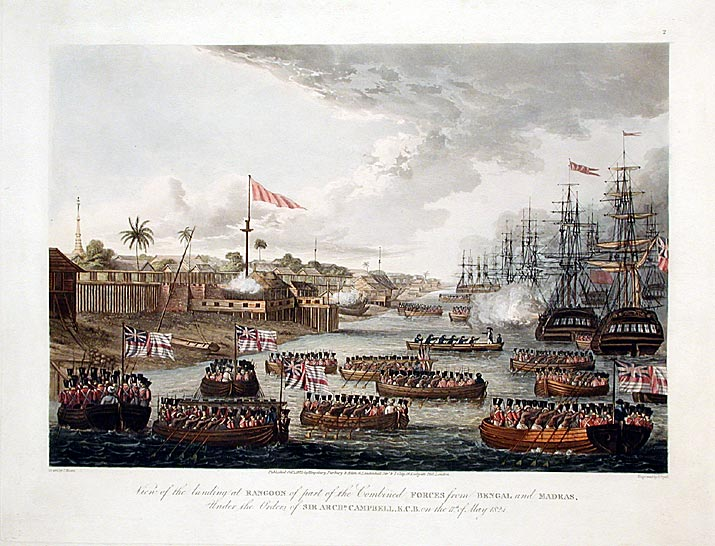
1824年5月，英国海军舰队驶入仰光港

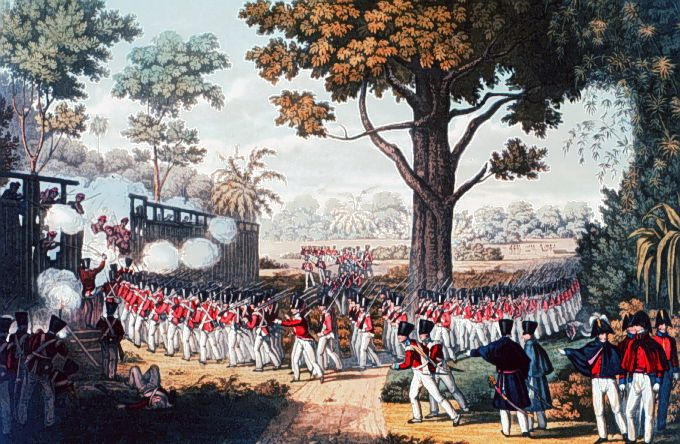
1824年6月10日，英军攻打位于九文台（仰光附近）的一个小型营寨

#### 仰光战役（1824年5月－12月）
与其在不利的地形上战斗，英国更愿意将战火烧到缅甸本土。1824年5月11日，一支超过10,000人（5,000名英国士兵和超过5,000人的印度兵）的英国海军进入仰光的港口，奇袭缅甸。缅甸执行焦土政策，留下一座空城，而并未选择在城外沿东西方向长达10英里的弧线巩固阵地。阿奇博尔德·坎贝尔将军率领的英军占据了一个加固的仰光大金寺的院落。英国对缅甸的防线发动袭击，至1824年7月，已成功地从大金寺向甘马育推进了5英里。9月，缅甸试图夺回大金寺，但以失败告终。
国王巴吉道下令西线若开邦和孟加拉的班都拉一部及阿萨姆邦、察查县和贾因提亚的乌扎纳一部全部撤军，以迎击出现在仰光的敌人。八月，班都拉率军在雨季中穿过若开山脉。上万人行进在3,000英尺高的若开山脉或10,000英尺高的阿萨姆山脉上，森林茂密，道路狭窄，猛兽侵袭，即使在天气好的时候，行进也颇为不易，在绵绵雨季则更加艰难。然而班都拉和乌扎纳成功地做到了这一点，证明了他们卓越的将才和后勤能力。国王因此授予二人最高军衔Agga Maha Thenapati。班都拉也成为了锡当总督。
至11月，班都拉在仰光外集结了30,000人。班都拉相信他可以直面10,000名装备精良的英军。虽然缅军在数量上占据优势，但只有15,000支滑膛枪；缅军的火炮只能发射实心炮弹，而英军的大炮发射的是爆炸性炮弹。班都拉也并不知道英军刚刚收到此战中的第一批新式武器：缅军从未见过的康格里夫火箭。更严重的是，缅军在若开山脉和阿萨姆山脉的急行军使士兵们疲惫不堪。
11月30日，班都拉犯下了他一生中最大的错误，他下令从正面对英军阵地展开进攻。英军在武器上的极大优势，使得他们在大金塔堡顶住了缅军数波英勇的冲锋，杀死了数千人。至12月7日，英军在火箭的支持下，已开始占据上风。12月15日，缅军被赶出了他们在高金最后的据点，30,000人最终只剩下7,000人。

#### 德努漂战役（1825年3月－4月）

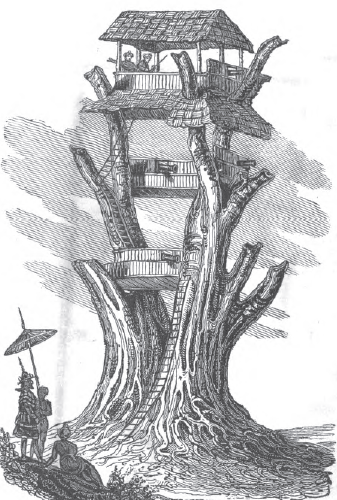
班都拉在德努漂的瞭望树，上有四門炮

班都拉撤至在德努漂（仰光附近的一个小镇，位于伊洛瓦底江三角洲）的后方基地。由于在仰光失去了众多经验丰富的老兵，此时的缅军良莠不齐，约10,000人中既有国王的精锐，也有许多未经训练、缺乏武装的义务兵。寨子沿河岸延伸一英里，由至少15英尺高的实心柚木建成。
1825年3月，4,000名英军在一支炮艇舰队的掩护下进攻德努漂。英军第一次攻击失败，同时班都拉组织了一次反击，包括步兵，骑兵和17头战象。但战象被火箭所阻止，而骑兵也无法在英军不间断的炮火下行动。
4月1日，英军发动了一次大规模攻击，大炮和火箭轰向每一处缅军阵地。班都拉被一枚迫击炮弹炸死。此前他无视将军们的警告，配戴着徽章，于耀眼的金伞下，穿梭在阵地中以鼓舞士气，这使他成为了英军的靶子。班都拉阵亡后，缅军撤离了德努漂。

#### 若开战役（1825年2月－4月）
1824年8月，班都拉率主力部队被召回迎击仰光的英军之后，乌萨负责指挥若开邦其余的缅军。当战争的焦点聚焦在仰光时，乌萨整个1824年都驻守在若开邦。1824年12月，阿奇博尔德·坎贝尔在仰光战役中击败班都拉后，英军的视线转向了若开邦。1825年2月1日，在沿海炮艇舰队的和武装巡洋舰的掩护下，约瑟夫·万顿·莫里森将军率领11000名士兵和一个骑兵中队袭击了若开邦的缅军阵地。尽管英军在数量和武器上均占据优势，英军也花了近两个月才击败了顽强抵抗的缅军，到达缅军位于谬杭（若开邦的首府）的主要驻地。1825年3月29日，英军开始进攻谬杭。（与此同时，坎贝尔发动了德努漂战役。）经过几天的战斗，谬杭的缅军在4月1日被击败。巧合的是，在同一天，班都拉在德努漂阵亡。 乌萨带领剩余的缅军撤离若开邦。英军则占领了若开邦的剩余地区。

#### 停战
1825年9月17日，双方停战一个月。在整个夏天中，约瑟夫·华顿·莫里森将军已经征服了若开邦；在北部，缅军已被逐出阿萨姆邦；英军在察查县也取得了一定进展，然而茂密的森林最终迫使他们停步。
9月，两国开始和平谈判。英国要求缅甸至少割让包括若开邦、阿萨姆邦、曼尼普尔邦和丹那沙林地区在内的西部领土，以及200万英镑的赔款。缅甸拒绝了割让若开邦和大笔赔款的要求。于是谈判于10月初破裂。

#### 卑谬战役（1825年11月－12月）
1825年11月，缅甸决定孤注一掷。从11月中旬开始，主要由掸族兵团组成的缅军在他们詔法的带领下，大胆地沿着一条弧线进军，几乎包围了卑谬，并切断了该镇与仰光的通信。
最终，英军以火炮和火箭弹的火力优势胜出。12月1日，坎贝尔将军与2,500名欧洲士兵和1,500名印度兵在炮艇舰队的掩护下，对卑谬外的缅军主阵地展开攻击。12月2日，缅军指挥官内苗被弹片击中身亡。他阵亡后，英军于12月5日击退了缅军。
在卑谬战败后，缅军兵败如山倒，从此一触即溃。12月26日，他们向英军阵地打出休战旗。谈判开始，然而只有接受相应条款，他们才会得到和平。至1826年2月，缅甸被迫接受英国方面提出的杨达波条约以结束战争。

## 杨达波条约
缅甸同意英国的下述要求：

緬甸在1826年戰後所割讓的西北領土：今天印度東北部的阿薩姆邦─Assam（含那加蘭邦─Nagaland，兩地已被緬軍占領10年）、曼尼普爾邦─Manipur（已被緬軍占領70年）；另外緬國所割讓之西南的若开邦、東南的丹那沙林，則不在本圖之中

1. 将阿萨姆邦、曼尼普尔邦、若开邦和丹那沙林在萨尔温江以南的部分割让给英国；
2. 停止一切对察查县和贾因提亚的干涉；
3. 分四期支付一百万英镑的赔款；
4. 允许互相派驻外交代表；
5. 在适当的时候签署通商条约。

第一批赔偿立即支付，在签署该条约后100天内支付第二批，其余两批在两年内支付。在第二批赔款支付之前，英军不会离开仰光。
1826年2月24日，英方代表坎贝尔将军，缅方代表Legaing（今敏巫区内）总督敏拉觉廷（Maha Min Hla Kyaw Htin）签署了《杨达波条约》。缅甸以金条和银条支付了首期25万英镑的赔款，并释放英军战俘。战争遂告结束，英军南移。英军驻扎在缅甸割让的领地和已被占领数年的仰光地区等地，以保证缅甸依约付款。

## 后果
杨达波条约给缅甸王国造成了严重的财政负担，削弱了缅甸的国力。这场战争中，英国在人力财力上付出的沉重代价左右了其在条约中提出的条件。英军和印度军共计大约有40,000人参战，其中15,000人阵亡。英国的伤亡被归咎于糟糕的规划和后勤，因为只有四分之一的伤亡来自战斗，而近70%的伤亡来自热带疾病。其中72%的欧洲人伤亡人员死于疾病(25%在行动中阵亡)，8000名印度人中有3500人死在医院里。仅在若开战役中，1500名欧洲人中的659人和8000人中的约3500名印度人在医院死亡。马德拉斯欧洲第一团在两年内损失了900人中的600人。约1300万英镑的军费对英属印度的财政而言几乎是毁灭性的打击。战争的代价是英属印度严重的经济危机。至1833年，孟加拉多家代理行破产，英国东印度公司也失去了包括对中国贸易的垄断在内的多项特权。
对于缅甸来说，丧权辱国的《杨达波条约》给缅甸造成了长期的经济负担。缅甸在战斗中失去了整整一代人。缅甸在过去75年中，通过一系列令人印象深刻的军事胜利所建立的骄傲，在此刻轰然倒塌。缅甸王国无法接受失去领土，为了夺回领土他们做了失败的抗争。缅甸境内的每一个英国人时刻都在提醒缅甸人他们的惨败。
更重要的是，巨额赔款将使缅甸皇家国库多年空虚。在当时的欧洲，100万英镑的赔款便是一个庞大的数目，当转换为缅元后，数目变为可怕的1000万。而在1826年的上缅甸，人均的生活费用是每月1缅元。
该条约达到了它削弱缅甸的目的。此后，英国于1852年和1885年对积弱的缅甸发动了两次轻易获胜的战争，并于1885年吞并了缅甸全国。

## 小说中的英缅战争
- G. A. Henty（英语：G. A. Henty）的《On the Irrawaddy River》以虚构的形式描述了第一次英缅战争。
- Allan Mallinson（英语：Allan Mallinson）的小说《The Sabre's Edge》中的开始数章的背景设定在第一次英缅战争期间。